# Шокин, Юрий Иванович
Юрий Иванович Шокин (9 июля 1943, Канск, Красноярский край — 2 ноября 2024, Новосибирск) — советский и российский математик, действительный член РАН (1994), директор (1990—2016), с 21 апреля 2016 г. научный руководитель Института вычислительных технологий СО РАН (Новосибирск). Главные направления научной деятельности: вычислительная математика, численные методы механики сплошной среды, прикладная математика.

## Биография
С 1961 по 1966 год обучение на механико-математическом факультете Новосибирского государственного университета. Является учеником выдающегося математика и механика академика Н. Н. Яненко. В 1969 году защитил кандидатскую диссертацию «Некоторые вопросы теории разностных схем для гиперболических систем уравнений».
С 1969 года работал в Вычислительном центре СО АН СССР сначала в должности младшего, а затем старшего научного сотрудника, заведующего лабораторией. В 1976 году перешёл в Институт теоретической и прикладной механики СО АН СССР (заведующий лабораторией).
В 1980 году защитил докторскую диссертацию «Анализ свойств и классификация разностных схем методом дифференциального приближения», 26 июня 1981 года присуждена учёная степень доктора физико-математических наук.
С 1983 года — директор Вычислительного центра СО АН СССР (Красноярск). 17 февраля 1984 года присвоено учёное звание — профессор, 26 декабря 1984 года избран членом-корреспондентом АН СССР по Отделению информатики, вычислительной техники и автоматизации (информатика).
В 1990 году по решению Президиума СО АН СССР стал первым директором Института вычислительных технологий, в котором были развёрнуты исследования по информационно-вычислительным технологиям. За относительно небольшой период Институт стал одним из ведущих в Сибирском отделении РАН. В настоящее время Институт представляет интересы Сибирского отделения РАН в области информационно-телекоммуникационных технологий.
В 1992—1997 годах — главный учёный секретарь СО РАН. 31 марта 1994 года избран академиком РАН по отделению информационных технологий и вычислительных систем.
Принял участие в работе международного совещания по вычислительной аэродинамике, проходившем в Дармштадте (Германия) с 23 по 30 января 1996 года. С 1996 года — главный редактор издаваемого в ИВТ СО РАН журнала «Вычислительные технологии». В 1998 году возглавил созданный указом Президента РФ научно-технологический парк «Новосибирск».
Ю. И. Шокин является профессором кафедры математического моделирования Новосибирского государственного университета, заведующим кафедрой вычислительных технологий Новосибирского государственного технического университета, профессором кафедры вычислительной математики КемГУ, профессором кафедры телекоммуникационных сетей и вычислительных средств Сибирского государственного университета телекоммуникаций и информатики.
Был членом Президиума СО РАН, бюро Отделения информационных технологий и вычислительных систем РАН, председателем Объединённого учёного совета по нанотехнологиям и информационным технологиям СО РАН, членом Рабочей группы 2.5 по математическому обеспечению численных расчётов ИФИП, постоянных программных комитетов ряда международных конференций и др. Член Учёного совета НГУ. При ИВТ СО РАН работает докторский диссертационный совет под председательством Ю. И. Шокина.
Ю. И. Шокин — почётный профессор Евразийского (Астана, Республика Казахстан) и Харбинского (Китай) университетов, Восточно-Казахстанского государственного университета, почётный академик Инженерной академии наук Республики Казахстан. Входит в состав редколлегий ряда научных журналов: Международный научно-практический журнал «Информационные технологии в высшем образовании» (Казахстан), журнала «Информатика и телекоммуникации» (Казахстан), «Сибирский журнал вычислительной математики», «Сибирский журнал индустриальной математики», «Computational Fluids Dynamics Journal» (Япония), «Russian Journal of Numerical Analysis and Mathematical Modeling» (Нидерланды — Россия), «Computer Fluids» (США) и др.
Умер 2 ноября 2024 года в Новосибирске после тяжёлой болезни в возрасте 81 года.

## Научная деятельность
Специалист в области прикладной математики и информатики, автор и соавтор свыше 300 работ, в том числе 24 монографий. Подготовил 16 докторов и более 20 кандидатов наук.
В теории разностных схем газовой динамики Ю. И. Шокиным обосновано и развито новое научное направление — метод дифференциального приближения. Исследования Шокина внесли вклад в разработку численных методов механики сплошной среды, имеют значение при создании специализированных проблемно-ориентированных пакетов прикладных программ.
Одним из первых в России начал исследования по интервальной математике. Им и его учениками разработаны интервальные методы решения алгебраических и дифференциальных уравнений, созданы комплексы соответствующих прикладных программ. В 1984-2002 годах под руководством Ю. И. Шокина ежегодно проводились научные конференции (совещания) по интервальному анализу и его приложениям, ставшие основным российским форумом специалистов по этой тематике.
Основное направление исследований, развиваемое в настоящее время научной школой академика Шокина, связано с развитием информационных и вычислительных технологий для поддержки принятия решений при конструировании и эксплуатации сложных технических систем и объектов, мониторинга окружающей среды, предсказания последствий катастроф природного и техногенного характера.
Результаты фундаментальных и прикладных исследований, полученные школой Ю. И. Шокина, широко известны научной общественности в России и за рубежом. Многие результаты в области конструирования численных методов (высокоточных адаптивных схем, алгоритмов генерации сеток, сплайн-аппроксимаций и др.), интервального анализа, математического моделирования в аэрогидродинамике, физике плазмы, микроэлектронике, экологии носят уникальный характер, они привели к появлению новых научных направлений и используются при проектировании различных технических объектов.
Под руководством Ю. И. Шокина создана и поддерживается региональная корпоративная сеть передачи данных СО РАН. Она объединяет научные центры, расположенные в Новосибирске, Иркутске, Томске, Красноярске и других городах Сибири. Сеть обслуживает более 150 организаций научной, образовательной и социальной сфер и насчитывает более 40 тысяч активных пользователей. Это крупнейшая академическая сеть России.
Большинство научных направлений и основной состав школы академика Ю. И. Шокина сформировались в середине 1970-х гг. К таким направлениям относятся: качественная теория разностных схем, конструирование алгоритмов с заданными свойствами, методы построения адаптивных сеток, интервальный анализ и моделирование волн цунами. Эти направления в последующие годы получили интенсивное развитие в работах Ю. И. Шокина, его учеников и научных сотрудников, работающих под его руководством.
Успехи ряда важнейших направлений теории разностных схем во многом обеспечены работами, выполненными под руководством и при непосредственном участии академика Ю. И. Шокина. Прежде всего, это относится к методу дифференциального приближения (МДП), который к настоящему времени стал широко используемым рабочим аппаратом теории разностных схем.
Главные направления в разработке методов построения разностных сеток, развиваемые школой Ю. И. Шокина, базируются на применении эллиптических нелинейных уравнений. Созданные в школе алгоритмы и компьютерные программы внесли значительный вклад в развитие методов построения разностных сеток.
Исследования по численному моделированию волн цунами под руководством Ю. И. Шокина начались в 1974 году. В 1988—1989 годах был выполнен один из первых в Сибирском отделении АН СССР международных проектов — расчёт по заказу ЮНЕСКО карт времён добегания волн цунами для оперативной работы Службы предупреждения о цунами для стран Тихоокеанского бассейна.
Значительным вкладом в формирование содержания и методики математического образования в вузах Сибири стали разработанные Ю. И. Шокиным 11 учебных пособий.

## Основные работы
- Метод дифференциального приближения. Новосибирск, 1979;
- Интервальный анализ. Новосибирск, 1981;
- Численное моделирование волн цунами. Новосибирск, 1983 (в соавт. с А. Г. Марчуком, Л. Б. Чубаровым);
- Метод дифференциального приближения. Применение к газовой динамике. Новосибирск, 1985 (совм. с Н. Н. Яненко);
- Методы интервального анализа. Новосибирск, 1986 (совм. с С. А. Калмыковым, З. Х. Юлдашевым).

## Награды
- Орден «Знак Почёта» (1982);
- орден Дружбы (1999)[6];
- орден Почёта (2004)[7];
- орден Александра Невского (2019)[8];
- медаль ордена «За заслуги перед Отечеством» II степени (2024)[9];
- лауреат премии Правительства Российской Федерации в области науки и техники (2013)[10].